# Aéroport de Joensuu
L'aéroport de Joensuu(code IATA : JOE • code OACI : EFJO), parfois appelé aéroport de Joensuu-Liperi en raison de sa localisation sur la commune de Liperi, est le dixième aéroport de Finlande par le trafic passagers. Situé à 11 km à l'ouest du centre-ville de Joensuu, il dessert la région de Carélie du Nord. En 2007, 143 272 passagers ont transité par l'aéroport.

## Situation
| \| 50 km1:2 811 000 \| Enontekiö Helsinki-Malmi Helsinki-Vantaa Ivalo Joensuu Jyväskylä Kajaani Kemi-Tornio Kittilä Kokkola-Pietarsaari Kuopio Kuusamo Lappeenranta Mariehamn Oulu Pori Rovaniemi Savonlinna Tampere Turku Vaasa Varkaus |
| 50 km1:2 811 000 |

## Compagnies aériennes et destinations
| Compagnies       | Destinations                                                         |
| ---------------- | -------------------------------------------------------------------- |
| Avion Express    | En saison charter: La Canée I.-Daskaloyánnis, Rhodes-Diagoras        |
| Finnair          | Helsinki-Vantaa                                                      |
| Pegasus Airlines | En saison charter: Antalya, Bodrum-Milas, Dalaman, Izmir-A. Menderes |

Edité le 28/02/2023

## Statistiques
Pour des raisons techniques, il est temporairement impossible d'afficher le graphique qui aurait dû être présenté ici.

Voir la requête brute et les sources sur Wikidata.
| Année | National | International | Total   | Variation |
| ----- | -------- | ------------- | ------- | --------- |
| 2005  | 144 917  | 8 972         | 153 889 | −6,1 %    |
| 2006  | 139 299  | 7 340         | 146 639 | −4,7 %    |
| 2007  | 132 436  | 10 836        | 143 272 | −2,3 %    |
| 2008  | 124 835  | 9 439         | 134 274 | −6,3 %    |
| 2009  | 113 895  | 8 846         | 122 741 | −8,6 %    |
| 2010  | 108 618  | 10 143        | 118 761 | −3,2 %    |